# Veganská kosmetika
Veganská kosmetika je certifikovaná kosmetika, která zaručuje, že produkty a všechny jejich složky jsou čistě rostlinného původu.  Produkty nesmí obsahovat žádné živočišné složky jako např. lanolin, med, kozí mléko apod. Použití živočišných komponentů se vztahuje na všechny složky produktu, nevyjímaje kosmetických štětečků např. v laku na nehty, nebo pudřenek apod. 
Zatímco dříve[kdy?] bylo možné tuto kosmetiku zakoupit ve specializovaných prodejnách nebo na internetu, dnes[kdy?] jsou  dostupnější než a lze je bez problémů koupit i v běžných drogeriích. Pokud je výrobek označen jako veganský, musí být plně certifikovaný, certifikátem „vegan“ které má logo s motivem slunečnice, nebo certifikátem HCS, neboli Human Cosmetics Standard s logem králíka s hvězdičkami. To zaručuje, že výrobky navíc nebyly testovány na zvířatech. 